# Perizoma occidens
Perizoma occidens är en fjärilsart som beskrevs av George Duryea Hulst 1896. Perizoma occidens ingår i släktet Perizoma och familjen mätare. Inga underarter finns listade i Catalogue of Life.